# Peter Ludwig Kühnen

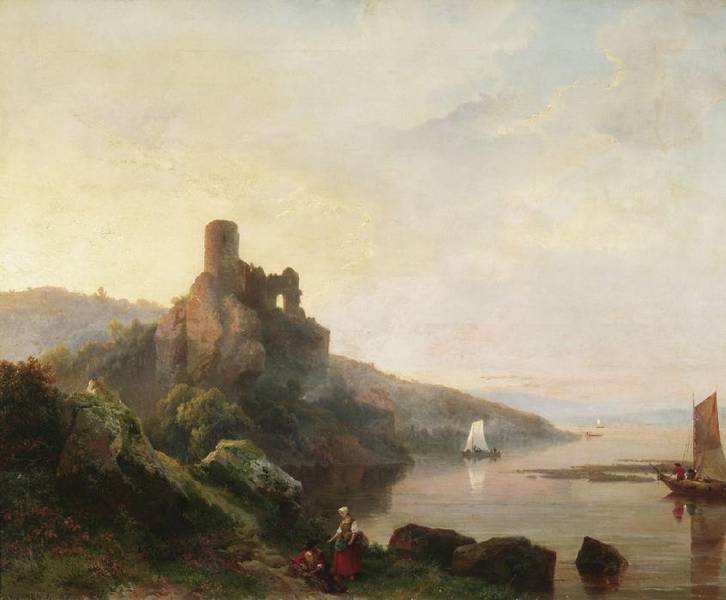
Paisagem romântica do Reno com ruína ao pôr do sol

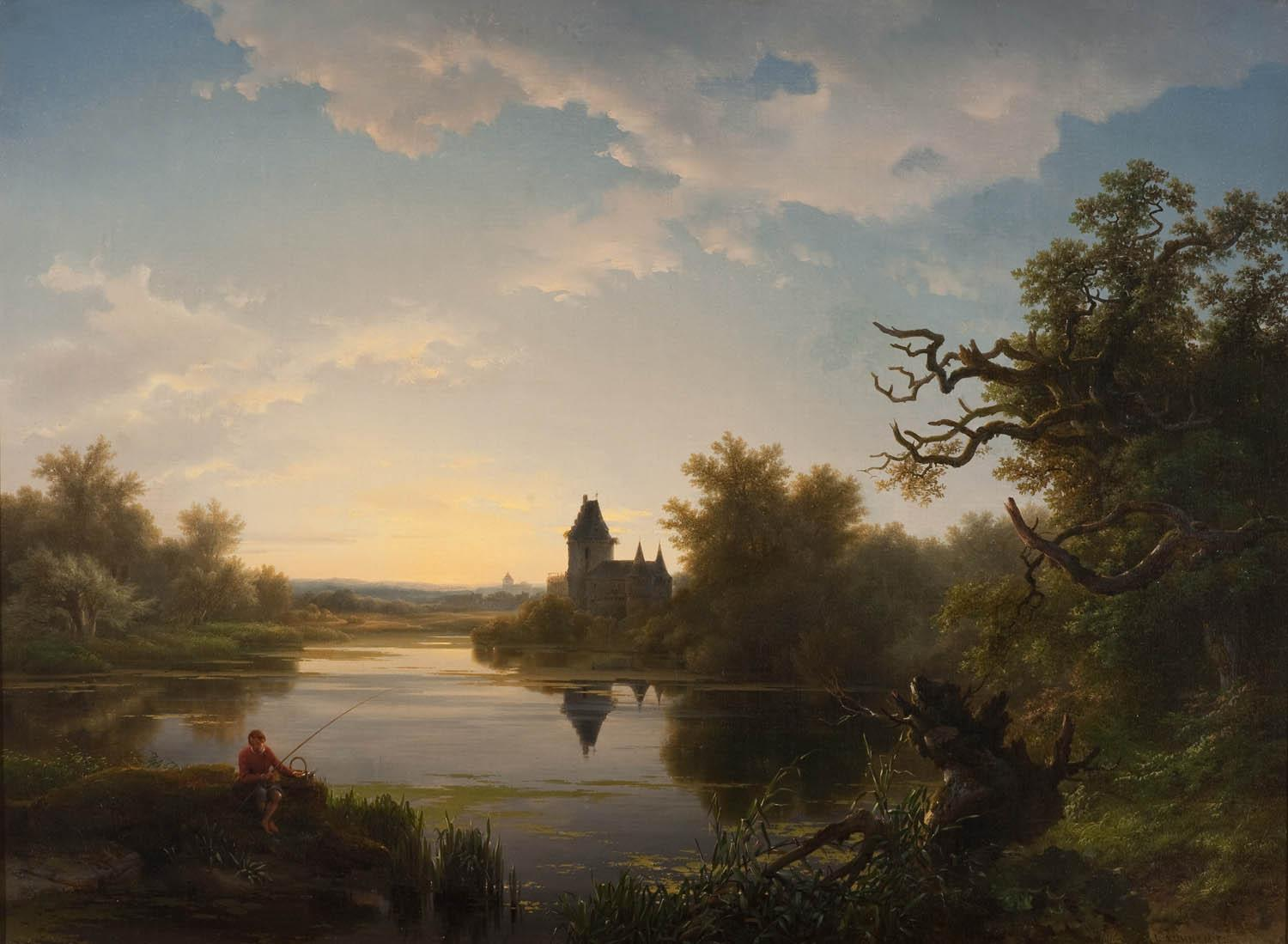
Pescador solitário no crepúsculo, 1841

Peter Ludwig Kühnen, também conhecido como Pieter Lodewyk Kuhnen ou Pierre-Louis Kuhnen (Aachen, 14 de fevereiro de 1812 – Schaerbeek, 23 de novembro de 1877) foi um pintor, aquarelista e litógrafo alemão. 

## Biografia
Kühnen nasceu em Aachen em 1812, filho de um empresário local, Simon Gerlach Kühnen e sua esposa, Anne Plum, e ficou órfão aos 13 anos. Apoiado pelo conselho da cidade de Aachen, recebeu posteriormente treinamento como litógrafo na gráfica de Joseph La Ruelle  em Aachen. Ele aprendeu a pintar com Johann Baptist Joseph Bastiné e criou suas próprias paisagens em 1830. Ele foi contratado para pintar para Prosper Louis, sétimo filho do duque de Arenberg, fato que o expôs a um público mais amplo. 
Apoiado por vários outros pintores belgas, como Gustave Wappers, Eugène Joseph Verboeckhoven ou Ferdinand de Braekeleer, ele se estabeleceu em Bruxelas, mas parou de pintar em miniatura por causa de uma doença ocular. 
A partir de então, dedicou seu tempo à pintura de paisagens, na qual alcançou seus maiores sucessos. 
Suas pinturas foram expostas em várias exposições de arte internacionais. 
Em 1842, ganhou a medalha de prata no Salão de Bruxelas e três anos depois a medalha de ouro. 
Em 1846, ele ganhou uma medalha de terceira classe do Salon de Paris, em 1848 ele foi classificado como fora de competição e, em 1850, novamente um primeiro prêmio em Bruges. 
Ele também foi representado quatro vezes na exposição de pintura da Art Association of Bremen, bem como em Londres e na América, por isso era bem conhecido e recebeu inúmeras comissões de amantes da arte e membros da nobreza belga. Além disso, foi nomeado tutor de pintura e desenho de alguns jovens artistas talentosos, como François Roffiaen, Anna Boch ou Euphrosine Beernaert. Ele é considerado um precursor da Tervuren School perto dos pontos de vista da escola de Barbizon. 
Além disso, a família real belga ouviu favoravelmente sobre Kühnen. O rei Leopoldo I da Bélgica o apresentou como professor de arte para sua única filha, Charlotte da Bélgica.
Em 1856, Kühnen recebeu a cruz de cavaleiro da Ordem de Leopoldo do rei belga. 
Em 1865, quando Charlotte, que já era esposa de Maximiliano I do México, tornou-se imperatriz do México, ela honrou Kühnen com a Ordem Nacional de Nossa Senhora de Guadalupe. 
Peter Ludwig Kühnen era casado com Anne Barbe Joséphine Hubertine, antes Beckers (1807-1867), ela mesma conhecida como Hubertine Kühnen na sociedade de pintores de paisagens.
Seu filho, Simon Gerlach Leopoldo Victor Kühnen (Aachen, 25 de junho de 1836 - Assenois-Habaru, 21 de outubro de 1892), era conhecido como um digno pintor de retratos.
Por mais de 40 anos, Peter Ludwig Kühnen se comprometeu com a coleção de arte. Após sua morte em Schaerbeek, ele legou a maioria de suas obras ao Museu Real de Arte Moderna de Bruxelas e ao Museu Suermondt-Ludwig em Aachen. 